# Świat według Kiepskich
Świat według Kiepskich – polski serial komediowy  produkowany przez ATM Grupę. Emitowano go na antenie Polsatu od 16 marca 1999 do 16 listopada 2022. Był jednym z najdłużej emitowanych polskich seriali.
Serial piętnował różne wady (wulgaryzmy, lenistwo, egoizm, alkoholizm, patologie, apatie, chamstwo) oraz stereotypowy model życia polskiej rodziny, posługując się prostym humorem i zabawnym językiem bohaterów.
Serial był emitowany również na Ukrainie jako Sprawy Kiepskich (ukr. Справи Кепських) przez ICTV, a w 2010 doczekał się tam własnego odpowiednika nazwanego Niepruchi.
W maju 2022 roku telewizja Polsat poinformowała o zakończeniu produkcji serialu.
20 marca 2023 na platformie VOD Polsat Box Go pojawił się specjalny odcinek pt. Wieczna kwarantanna, który powstał w koprodukcji telewizji Polsat, Publicis Group i ATM Grupy. Za zgodą rodzin, przy pomocy metody deepfake w odcinku wykorzystano także wizerunki zmarłych aktorów występujących wcześniej w serialu.

## Fabuła
Serial opowiada o perypetiach życiowych rodziny Kiepskich i ich sąsiadów, mieszkających w starej kamienicy na osiedlu Kosmonautów, przy ulicy Ćwiartki 3/4 we Wrocławiu. Bohaterowie starają się zdobyć pieniądze najmniejszym nakładem sił tak, żeby się nie wysilać, tzn. „zarobić, a się nie narobić”. Głowa rodziny Kiepskich, Ferdynand, to leniwy mężczyzna w średnim wieku, który za wszelką cenę unika każdej pracy (często podkrada pieniądze żonie i teściowej), a jego ulubionym zajęciem jest oglądanie telewizji (zwłaszcza piłki nożnej), palenie papierosów i picie alkoholu (w szczególności wódki i piwa marki Mocny Full). Syn Ferdka, Walduś, dzieli z ojcem zamiłowanie do piwa i oglądania meczów piłki nożnej, interesuje się kulturystyką. Córka Ferdynanda, Mariola, to próżna dziewczyna, która chce się koniecznie podobać wszystkim chłopcom. Całą rodzinę utrzymuje Halinka ciężko pracująca jako pielęgniarka. Oprócz nich w domu mieszkała także Rozalia zwana „Babką”, matka Haliny, która często wchodziła w konflikty z Ferdkiem i nazywała go „kanalią”. Babka była wierzącą kobietą i lubiła kreskówki, a w szczególności Dziwne przygody Koziołka Matołka.
Sąsiadami Kiepskich są Marian Paździoch z żoną Heleną, handlarze bielizny na bazarze. Marian jest wyjątkowo sprytny, więc próbuje nabierać na swoje podstępy niczego niepodejrzewających sąsiadów. Z wzajemnością nie przepada za Ferdynandem, zawsze spiera się z nim, kto pierwszy skorzysta ze wspólnej toalety, ale z czasem ich relacje się ocieplają. Helena to choleryczka, często agresywna w stosunku do swojego męża. Po 50 latach Marian dowiaduje się, że ma syna Janusza, który jest owocem romansu Paździocha z młodą Romką.
Kiepscy utrzymują relacje również z Arnoldem Boczkiem, sąsiadem z piętra wyżej. Boczek jest pracownikiem miejscowej rzeźni, naiwnym i zawsze nabierającym się na podstępy Paździocha. Jest nielubiany za to, że korzysta z toalety na nie swoim piętrze, kradnie papier toaletowy i żarówki.
Mieszkańców kamienicy odwiedzał często listonosz Edzio, znany był ze swoich limeryków, które wygłaszał na temat bieżącej sytuacji życiowej mieszkańców kamienicy. W późniejszych odcinkach pojawiali się też m.in. Jolasia – chciwa, zaradna i rezolutna żona Waldka, Grażynka – koleżanka Haliny z pracy, Andrzej Kozłowski – prezes spółdzielni mieszkaniowej i przewodniczący rady mieszkańców osiedla oraz Kazimierz Badura – bezdomny znajomy Ferdynanda mieszkający na złomowisku.

## Obsada

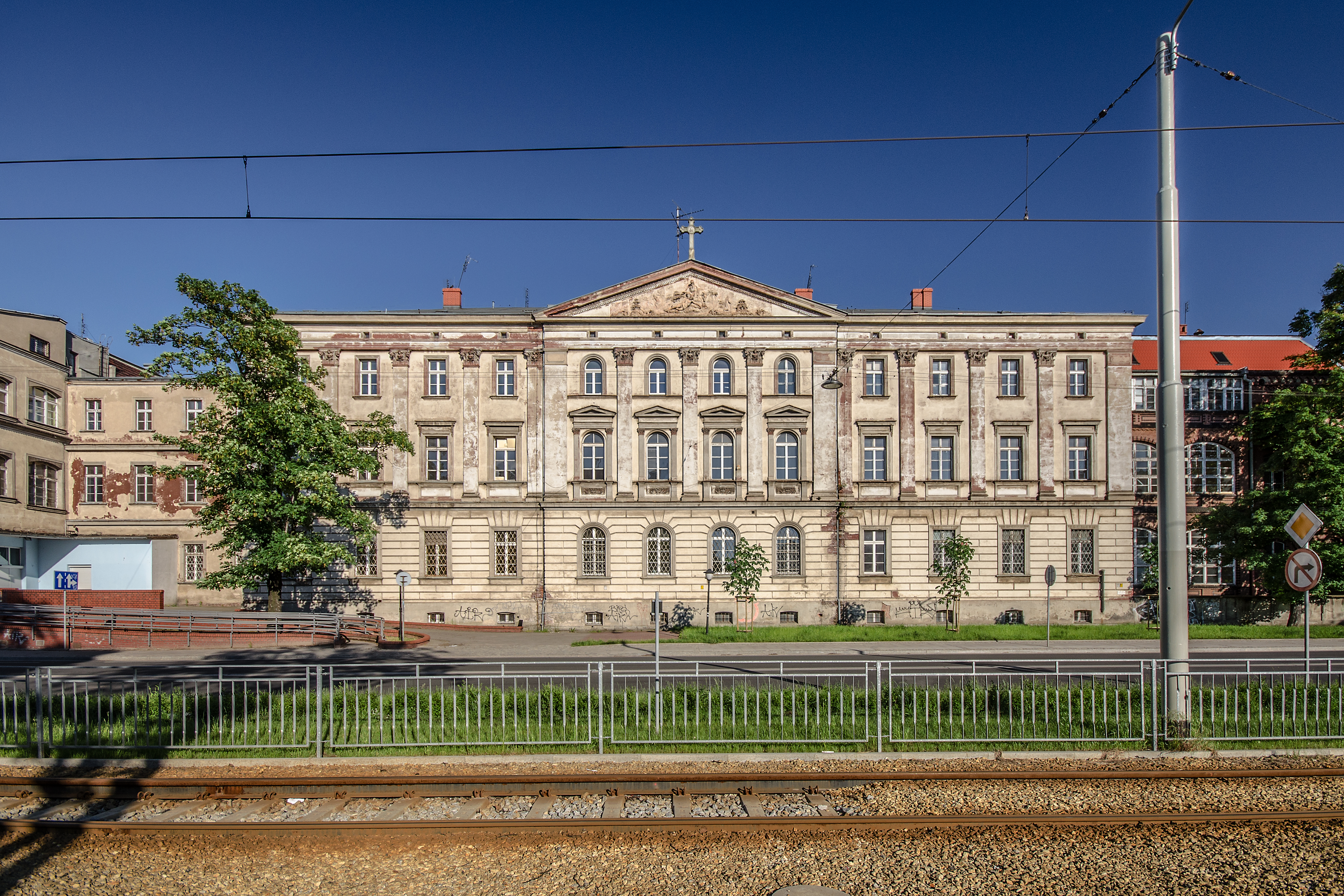
Szpital Bonifratrów, który często jest wspominany w serialu

Przesłuchania do głównej obsady serialu przeprowadzili Okił Khamidow, Aleksander Sobiszewski i Janusz Sadza. Z racji ograniczonego budżetu twórcy postawili w większości na aktorów mało znanych widzom. Postać Ferdynanda Kiepskiego początkowo miał zagrać Andrzej Gałła, jednak ostatecznie rolę powierzono Andrzejowi Grabowskiemu. Wcześniej zagrania głównego bohatera odmówili twórcom m.in. Stanisław Tym, Janusz Rewiński i Janusz Gajos. Do ról Ferdynanda i Haliny Kiepskich rozważani byli również Grzegorz Warchoł i Anna Majcher. Z kolei rolę Waldemara Kiepskiego otrzymał Marcin Janos Krawczyk, jednak wycofał się z projektu na tydzień przed rozpoczęciem zdjęć do odcinków pilotażowych, a jego miejsce w obsadzie zajął Bartosz Żukowski. Zarówno Gałła, jak i Krawczyk w późniejszym czasie zagrali epizodyczne role w serialu. Rolę listonosza Edzia zaproponowano Zenonowi Laskowikowi, jednak ten odmówił twórcom, po czym zaproszenie do serialu przyjął Bohdan Smoleń.

### Role główne
| Aktor                 | Rola                       | Status                     |
| --------------------- | -------------------------- | -------------------------- |
| Andrzej Grabowski     | Ferdynand „Ferdek” Kiepski | 1999–2021                  |
| Marzena Kipiel-Sztuka | Halina Kiepska             | 1999–2021                  |
| Bartosz Żukowski      | Waldemar „Waldek” Kiepski  | 1999–2002, 2004, 2011–2021 |
| Barbara Mularczyk     | Mariola „Mariolka” Kiepska | 1999–2021                  |
| Ryszard Kotys         | Marian Paździoch           | 1999–2021                  |
| Renata Pałys          | Helena Paździoch           | 1999–2021                  |
| Dariusz Gnatowski     | Arnold Boczek              | 1999–2020                  |
| Krystyna Feldman      | Rozalia „babka” Małolepsza | 1999–2005                  |
| Bohdan Smoleń         | listonosz Edward „Edzio”   | 1999–2005, 2007–2015       |
| Anna Ilczuk           | role epizodyczne           | 2009–2010                  |
| Anna Ilczuk           | Jolanta Pupcia-Kiepska     | 2011–2021                  |
| Sławomir Szczęśniak   | Janusz Paździoch           | 2019–2021                  |
| Sebastian Stankiewicz | role epizodyczne           | 2009, 2012                 |
| Sebastian Stankiewicz | Oskar Sowa-Strzygoń        | 2019–2021                  |

### Role drugoplanowe
| Aktor               | Rola                                  | Status                           |
| ------------------- | ------------------------------------- | -------------------------------- |
| Andrzej Gałła       | prezes Andrzej Kozłowski              | 2004–2005, 2007, 2009–2021       |
| Joanna Kurowska     | role epizodyczne                      | 2003, 2005, 2007, 2012–2013      |
| Joanna Kurowska     | Grażyna Kokosińska                    | 2007–2010, 2014                  |
| Joanna Kurowska     | Krystyna Kozłowska                    | 2013–2021                        |
| Lech Dyblik         | Kazimierz Badura                      | 2010–2021                        |
| Henryk Gołębiewski  | Tajson                                | 2010                             |
| Henryk Gołębiewski  | Tadeusz Bocian                        | 2015–2021                        |
| Zofia Czerwińska    | Maria „Wisława” Malinowska            | 2008, 2010–2019                  |
| Roman Kłosowski     | Władysław „Władek” Kiepski            | 1999                             |
| Marek Pyś           | Władysław „Władek” Kiepski            | 2002, 2005, 2008–2011, 2016–2017 |
| Marek Pyś           | Stanisław „Stasiek” Kolęda            | 2002–2005, 2007, 2010–2015       |
| Marek Pyś           | role epizodyczne                      | 2015–2021                        |
| Kazimierz Ostrowicz | pan Borys „Borysek”, sąsiad Kiepskich | 1999–2002                        |
| Jerzy Cnota         | Tadeusz Kopciński                     | 2010–2016                        |
| Beata Rakowska      | redaktorka                            | 2000, 2005, 2007–2021            |
| Zuzanna Helska      | Paulina „Paulinka”                    | 1999–2001, 2004–2005, 2010       |
| Zuzanna Helska      | role epizodyczne                      | 1999–2001, 2004–2005, 2010       |
| Maciej Gołębiowski  | Ziemowit „Ziomek” Kiepski             | 2003                             |
| Wojciech Skibiński  | emeryt Koszałkowski                   | 2010                             |
| Jerzy Matysiak      | emeryt Koszałkowski                   | 2011                             |
| Hanna Śleszyńska    | Zofia Sowa-Strzygoń                   | 2020–2021                        |
| Andrzej Kłak        | Mikołaj „Alfons” Kopernik             | 2017–2020                        |
| Hanna Klepacka      | Adelajda Muchomorek                   | 2020–2021                        |

### Różne role epizodyczne
| Aktor                           | Status                                       |
| ------------------------------- | -------------------------------------------- |
| Mariusz Czajka                  | 1999–2003, 2021                              |
| Janusz Chabior                  | 1999–2000, 2002–2003, 2005                   |
| Jerzy Mularczyk                 | 1999–2000, 2005, 2009–2020                   |
| Dominika Kurdziel               | 1999–2000, 2002–2004, 2007                   |
| Tomasz Lulek                    | 2000, 2003, 2008, 2009, 2012, 2017           |
| Krzysztof Kiersznowski          | 2000–2004, 2007                              |
| Włodzimierz Dyła                | 2000, 2002–2005, 2007, 2017–2018             |
| Bolesław Abart                  | 2000, 2003–2004, 2007, 2010, 2014–2015, 2017 |
| Michał Grudziński               | 2001, 2003–2004, 2010–2013, 2016–2019        |
| Dorota Piasecka                 | 2001, 2017, 2019, 2021                       |
| Juliusz Rodziewicz              | 2001, 2004, 2009–2021                        |
| Krzysztof Dracz                 | 2002–2005, 2007–2021                         |
| Paweł Okoński                   | 2004, 2006–2007, 2014–2021                   |
| Krystyna Dmochowska             | 2005, 2007, 2010–2011                        |
| Rafał Kwietniewski              | 2007, 2016–2019, 2021                        |
| Krystyna Tkacz                  | 2009–2010, 2013–2017                         |
| Grażyna Zielińska               | 2009, 2013, 2015–2017                        |
| Aleksandra Zienkiewicz          | 2010, 2014–2018                              |
| Michał Koterski                 | 2010–2011, 2013, 2015–2018, 2021             |
| Ewa Złotowska                   | 2010, 2014, 2017                             |
| Elżbieta Jodłowska              | 2011–2014, 2016–2017                         |
| Elżbieta Jarosik                | 2011–2012                                    |
| Jan Jankowski                   | 2011–2019, 2021                              |
| Dorota Łukasiewicz-Kwietniewska | 2015–2019                                    |
| Mariusz Węgłowski               | 2016–2019                                    |
| Piotr Miazga                    | 2019–2021                                    |
| Adam Frąckowiak                 | 2003–2004, 2007                              |

### Role gościnne
Poza główną obsadą w serialu pojawiało się szereg aktorów, którzy odgrywali epizodyczne role (niektórzy na przestrzeni lat wcielali się w różne postaci). Za obsadę przez wiele lat odpowiedzialny był drugi reżyser Jerzy Owczaczyk. W serialu gościnnie zagrali m.in. Adam Cywka, Agnieszka Włodarczyk, Aleksander Sobiszewski, Andrzej Buszewicz, Andrzej Olejnik, Anna Ilczuk, Daniel Olbrychski, Ferdynand Matysik, Halina Wyrodek, Henryk Gołębiewski, Igor Przegrodzki, Jacek Borkowski, Jacek Grondowy, Jerzy Matysiak, Jerzy Nowak, Jerzy Schejbal, Joanna Brodzik, Katarzyna Figura, Katarzyna Galica, Krystyna Podleska, Krzysztof Krawczyk, Krzysztof Skiba, Leon Niemczyk, Łucja Burzyńska, Łukasz Płoszajski, Magdalena Mazur, Marcel Szytenchelm, Marcin Dorociński, Marcin Troński, Mariusz Drężek, Michał Czernecki, Michał Lesień, Michał Urbaniak, Mikołaj Krawczyk, Miłogost Reczek, Mirosław Kropielnicki, Piotr Gąsowski, Piotr Pręgowski, Robert Gonera, Robert Rozmus, Robert Wrzosek, Sławomir Sulej, Sławomir Zapała, Stanisław Szelc, Tadeusz Kwinta, Tadeusz Szymków, Tomasz Sapryk, Wojciech Dąbrowski, Wojciech Łuszczykiewicz, Zbigniew Lesień, Zbigniew Wodecki i Zuzanna Helska.

## Emisja serialu
| Seria                   | Odcinki                 | Sezon telewizyjny | Premiera serii                | Finał serii                   | Pora emisji                                                                                              | Średnia oglądalność |
| ----------------------- | ----------------------- | ----------------- | ----------------------------- | ----------------------------- | --- | ------------------- |
| Pilotażowa              | 1–3 (3)                 | wiosna 1999       | 16 marca 1999                 | 30 marca 1999                 | wtorek 20.00                                                                                             | bd.                 |
| 1                       | 4–38 (35)               | 1999/2000         | 4 września 1999               | 24 czerwca 2000               | sobota 20.00                                                                                             | bd.                 |
| 2                       | 39–76 (38)              | 2000/2001         | 2 września 2000               | 15 lutego 2001                | środa i sobota 20.00 środa 20.30 sobota 20.00 niedziela 20.50 środa 21.15 i piątek 22.40 niedziela 21.00 | bd.                 |
| 3                       | 77–110 (34)             | 2001/2002         | 10 października 2001          | 9 czerwca 2002                | środa i sobota 20.00 środa 20.30 sobota 20.00 niedziela 20.50 środa 21.15 i piątek 22.40 niedziela 21.00 | bd.                 |
| 4                       | 111–133 (23)            | jesień 2002       | 1 września 2002               | 26 grudnia 2002               | niedziela 20.30                                                                                          | bd.                 |
| 5                       | 134–154 (21)            | wiosna 2003       | 1 marca 2003                  | 14 czerwca 2003               | poniedziałek i sobota 20.15 sobota 20.10                                                                 | bd.                 |
| 6                       | 155–170 (16)            | wiosna 2004       | 5 marca 2004                  | 25 czerwca 2004               | piątek 20.55                                                                                             | bd.                 |
| 7                       | 171–186 (16)            | jesień 2004       | 3 września 2004               | 17 grudnia 2004               | piątek 21.00                                                                                             | bd.                 |
| 8                       | 187–202 (16)            | wiosna 2005       | 4 marca 2005                  | 24 czerwca 2005               | piątek ok. 21.30                                                                                         | bd.                 |
| 9                       | 203–244 (42)            | 2006/2007         | 13 września 2006              | 21 marca 2007                 | środa 20.15 środa i czwartek 20.05 środa 20.00 i 20.30 środa 20.30                                       | bd.                 |
| 10                      | 245–265 (21)            | 2006/2007         | 21 marca 2007                 | 30 maja 2007                  | środa 20.15 środa i czwartek 20.05 środa 20.00 i 20.30 środa 20.30                                       | bd.                 |
| 11                      | 266–278 (13)            | jesień 2007       | 3 października 2007           | 31 grudnia 2007               | środa 20.15 środa i czwartek 20.05 środa 20.00 i 20.30 środa 20.30                                       | bd.                 |
| 12                      | 279–292 (14)            | wiosna 2008       | 5 marca 2008                  | 4 czerwca 2008                | środa 20.30                                                                                              | bd.                 |
| 13                      | 293–307 (15)            | jesień 2008       | 1 października 2008           | 31 grudnia 2008               | środa 20.00 środa 20.00 i 20.30                                                                          | bd.                 |
| 14                      | 308–322 (15)            | jesień 2009       | 2 września 2009               | 30 grudnia 2009               | środa 20.00                                                                                              | 2,46 mln            |
| 15                      | 323–337 (15)            | wiosna 2010       | 3 marca 2010                  | 16 czerwca 2010               | środa 20.00                                                                                              | bd.                 |
| 16                      | 338–352 (15)            | jesień 2010       | 8 września 2010               | 31 grudnia 2010               | środa 20.00                                                                                              | bd.                 |
| 17                      | 353–365 (13)            | wiosna 2011       | 2 marca 2011                  | 25 maja 2011                  | środa 20.00                                                                                              | 2,8 mln             |
| 18                      | 366–379 (14)            | jesień 2011       | 7 września 2011               | 31 grudnia 2011               | środa 20.00                                                                                              | 1,81 mln            |
| 19                      | 380–392 (13)            | wiosna 2012       | 7 marca 2012                  | 30 maja 2012                  | środa 20.00                                                                                              | 2,79 mln            |
| 20                      | 393–405 (13)            | jesień 2012       | 5 września 2012               | 28 listopada 2012             | środa 20.00                                                                                              | 2,31 mln            |
| 21                      | 406–418 (13)            | wiosna 2013       | 6 marca 2013                  | 29 maja 2013                  | środa 20.05                                                                                              | 2,14 mln            |
| 22                      | 419–431 (13)            | jesień 2013       | 4 września 2013               | 31 grudnia 2013               | środa 20.05                                                                                              | 2,14 mln            |
| 23                      | 432–444 (13)            | wiosna 2014       | 5 marca 2014                  | 28 maja 2014                  | środa 20.05                                                                                              | 2,12 mln            |
| 24                      | 445–456 (12)            | jesień 2014       | 3 września 2014               | 19 listopada 2014             | środa 20.05                                                                                              | 1,97 mln            |
| 25                      | 457–468 (12)            | wiosna 2015       | 4 marca 2015                  | 20 maja 2015                  | środa 20.05                                                                                              | 1,82 mln            |
| 26                      | 469–480 (12)            | jesień 2015       | 2 września 2015               | 18 listopada 2015             | środa 20.05                                                                                              | 1,74 mln            |
| 27                      | 481–492 (12)            | wiosna 2016       | 2 marca 2016                  | 18 maja 2016                  | środa 20.05                                                                                              | 1,60 mln            |
| 28                      | 493–504 (12)            | jesień 2016       | 7 września 2016               | 23 listopada 2016             | środa 20.05                                                                                              | 1,66 mln            |
| 29                      | 505–516 (12)            | wiosna 2017       | 4 marca 2017                  | 27 maja 2017                  | sobota 19.30                                                                                             | 1,50 mln            |
| 30                      | 517–528 (12)            | jesień 2017       | 6 września 2017               | 29 listopada 2017             | środa 20.05                                                                                              | 1,40 mln            |
| 31                      | 529–540 (12)            | jesień 2018       | 5 września 2018               | 21 listopada 2018             | środa 20.05                                                                                              | 1,16 mln            |
| 32                      | 541–552 (12)            | wiosna 2019       | 6 marca 2019                  | 22 maja 2019                  | środa 20.05                                                                                              | 1,19 mln            |
| 33                      | 553–564 (12)            | jesień 2019       | 26 sierpnia 2019              | 12 listopada 2019             | (ipla) (przed emisją w telewizji)                                                                        | bd.                 |
| 33                      | 553–564 (12)            | wiosna 2020       | 7 marca 2020                  | 23 maja 2020                  | sobota 19.30                                                                                             | bd.                 |
| 34                      | 565–576 (12)            | jesień 2021       | 27 października 2021          | 2 grudnia 2021                | środa 20.05 i 20.35                                                                                      | 628 tys. 745 tys.   |
| 35                      | 577–588 (12)            | jesień 2022       | 31 sierpnia 2022              | 16 listopada 2022             | środa 21.35                                                                                              | 431 tys.            |
| odcinek 589 (specjalny) | odcinek 589 (specjalny) | nd.               | 20 marca 2023 (Polsat Box Go) | 20 marca 2023 (Polsat Box Go) | 20 marca 2023 (Polsat Box Go)                                                                            | bd.                 |

Ponadto na przełomie roku 1999 i roku 2000 nadano sylwestrowy, nienumerowany, odcinek specjalny.
Na przestrzeni dwóch dekad emisji serialu powstało także kilka materiałów przedstawiających kulisy tworzenia produkcji.

## Produkcja i realizacja zdjęć
Serial wymyślił w 1998 producent Tomasz Kurzewski, współzałożyciel spółki ATM Grupy, na którego zlecenie scenariusz napisali Janusz Sadza, Aleksander Sobiszewski, Igor Nurczyński i Roman Rega, powiązani z grupą Mader Faker Studio działającą przy Wrocławskim Teatrze Pantomimy i tworzącą filmy krótkometrażowe na początku lat 90.. Inspiracją do stworzenia serialu był amerykański sitcom Świat według Bundych emitowany na antenie Polsatu od 1996. W odróżnieniu od pierwowzoru, twórcy uczynili głową rodziny kobietę, która utrzymuje bezrobotnego męża i dwoje dzieci. Zgodnie z założeniami rodzina miała mieć charakter lekko patologiczny. Twórcy wprowadzili również postać babki reprezentującą starsze pokolenie rodziny. Sadza wówczas zamieszkiwał „Trójkąt Bermudzki”, jedną z części Wrocławia złożoną z XIX-wiecznych kamienic, który to stał się miejscem akcji serialu. Pierwowzorami bohaterów serialu zostali zamieszkujący kamienicę jego sąsiedzi, natomiast scenariusze powstawały początkowo na bazie zasłyszanych historii i anegdot.
Serial początkowo miał być zatytułowany Kiepskich świat (taki też tytuł pojawia się w tekście utworu przewodniego, nagranego przez zespół Big Cyc), jednak ostatecznie zmieniono jego tytuł na Świat według Kiepskich. Muzykę do utworu skomponował Jarosław Lis, a słowa napisał Krzysztof Skiba.
Zdjęcia do serialu rozpoczęto w grudniu 1998. Pierwsze trzy odcinki pilotażowe zostały nakręcone w lutym 1999. Ich scenariusz zawierał wiele wulgaryzmów, które w późniejszym czasie zminimalizowano. Twórcy musieli nakręcić pilotażowe odcinki bez finansowego wsparcia zarządu Polsatu, dlatego byli zmuszeni zrealizować je własnym sumptem, a Kurzewski dodatkowo sprzedał swoje mieszkanie, by uzyskać odpowiednie fundusze. Świat… został zgłoszony do konkursu telewizji Polsat wraz z dwiema innymi produkcjami – Graczykowie i Rodzina zastępcza; ostatecznie wszystkie trzy zostały zamówione przez stację.
Serial ulegał wielu modyfikacjom ze strony producenta i początkowo pod ich wpływem kilku scenarzystów (w tym Sadza) w 2000 zrezygnowało z pracy nad produkcją. Sadza powrócił na krótko jako autor scenariuszy w 2002 i 2007. Serial do 76. odcinka (z wyjątkiem odc. 66–69 i 72) był realizowany w kamienicy znajdującej się przy ul. Podwale 67 we Wrocławiu (w 51. odcinku pokazany został prawdziwy widok z okna). Od odcinka 77., czyli w latach 2001–2021 serial realizowano w studiu ATM Grupa w Bielanach Wrocławskich. Ekipa serialu zrealizowała także niektóre sceny w plenerze (np. w odcinku pt. Kiepscy zboczeńcy scenę, w której Ferdek każe trzepać dywan akwizytorowi, kręcono na osiedlu, na którym kręcono również czołówkę serialu) oraz w centrum Wrocławia. Od 2002 przy kręceniu serialu wykorzystywano greenbox, używany do scen rozgrywanych poza kamienicą, gdzie mieszkali główni bohaterowie. Reżyserem pierwszych 282 odcinków był Okił Khamidow, następnie funkcję przejął Patrick Yoka, a odcinki 529–588 wyreżyserował Adek Drabiński. Za scenografię odpowiadali Bartosz i Rafał Kaufholdowie, za charakteryzacje – Marta Kałużna, za kostiumy – Piotr Bouffał i Barbara Sikorska-Bouffał oraz krawcowe: Renata Kiełbiowska i Renata Śnieżko, a za efekty specjalne – Mariusz Firnys.  
W 2005 Waldemar Dziki, ówczesny dyrektor programowy Polsatu, zdecydował o zdjęciu serialu z ramówki ze względu na „mało ambitny” scenariusz. We wrześniu 2006 serial powrócił na antenę.

### Lista scenarzystów
- Aleksander Sobiszewski (1999–2019)[103]
- Janusz Sadza (1999–2000, 2002, 2007)[97]
- Barbara Łuszczyńska (1999)
- Piotr Ibrahim Kalwas (1999–2000)[104]
- Okił Khamidow (1999–2000, 2007)
- Franciszek Loy (1999–2000, 2004, 2015)[105]
- Grzegorz Pawelczyk (1999–2000)
- Robert Lewandowski (2000–2004, 2007)[105]
- Katarzyna Sobiszewska (2001–2019)[106]
- Patrick Yoka (2000–2017)[107]
- Doman Nowakowski (2019–2021)[108]
- Adrian Nowakowski (2019–2021)[108]
- Karolina Słyk (2019–2021)[108]
- Renata Pałys (2019–2021)
- Krzysztof Nowak
- Igor Nurczyński
- Tomasz Kupiński
- Roman Rega
- Paweł Kudzia
- Artur Rega
- Piotr Kudzia
- Robert Krzak
- Marcin Cząba[109]
- Zdzisław Zakąska
- Albin Przybyłowski[109]
- Michał Kowal[105]
- Paweł Chmielewski
- Michał Lewandowski
- Jan Bożko
- Paweł Czuma[110]
- Wojciech Zając

## Nagrody i nominacje
| Rok  | Ceremonia       | Kategoria                 | Wynik     | Źródło  |
| ---- | --------------- | ------------------------- | --------- | ------- |
| 2001 | Telekamery 2001 | Serial                    | Wygrana   | [ 111 ] |
| 2002 | Telekamery 2002 | Serial                    | Wygrana   | [ 112 ] |
| 2002 | Telekamery 2002 | Aktor (Andrzej Grabowski) | Nominacja | [ 112 ] |
| 2003 | Telekamery 2003 | Serial                    | Nominacja | [ 113 ] |
| 2003 | Telekamery 2003 | Aktor (Andrzej Grabowski) | Nominacja | [ 113 ] |
| 2004 | Telekamery 2004 | Serial                    | Nominacja | [ 114 ] |
| 2004 | Telekamery 2004 | Aktor (Andrzej Grabowski) | Nominacja | [ 114 ] |
| 2007 | Telekamery 2007 | Serial komediowy          | Nominacja | [ 115 ] |
| 2008 | Telekamery 2008 | Serial komediowy          | Nominacja | [ 116 ] |
| 2009 | Telekamery 2009 | Serial komediowy          | Nominacja | [ 117 ] |
| 2015 | Telekamery 2015 | Serial                    | Nominacja | [ 118 ] |
| 2017 | Telekamery 2017 | Serial                    | Nominacja | [ 119 ] |
| 2022 | Telekamery 2022 | Serial 25-lecia           | Nominacja |         |